# リコマ島

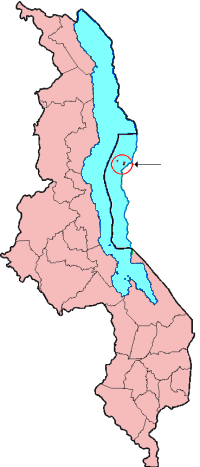
左側がチズムル島、右側がリコマ島である。

リコマ島（リコマとう、Likoma Island）は、マラウイ北部州のリコマ県に属する、マラウイ湖に浮かぶ島である。リコマ県は2つの島によって構成され、このうちの大きいほうがリコマ島、小さいほうがチズムル島である。

## 概要

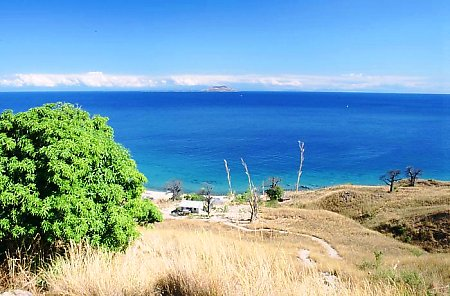
リコマ島から見たマラウイ湖の眺め

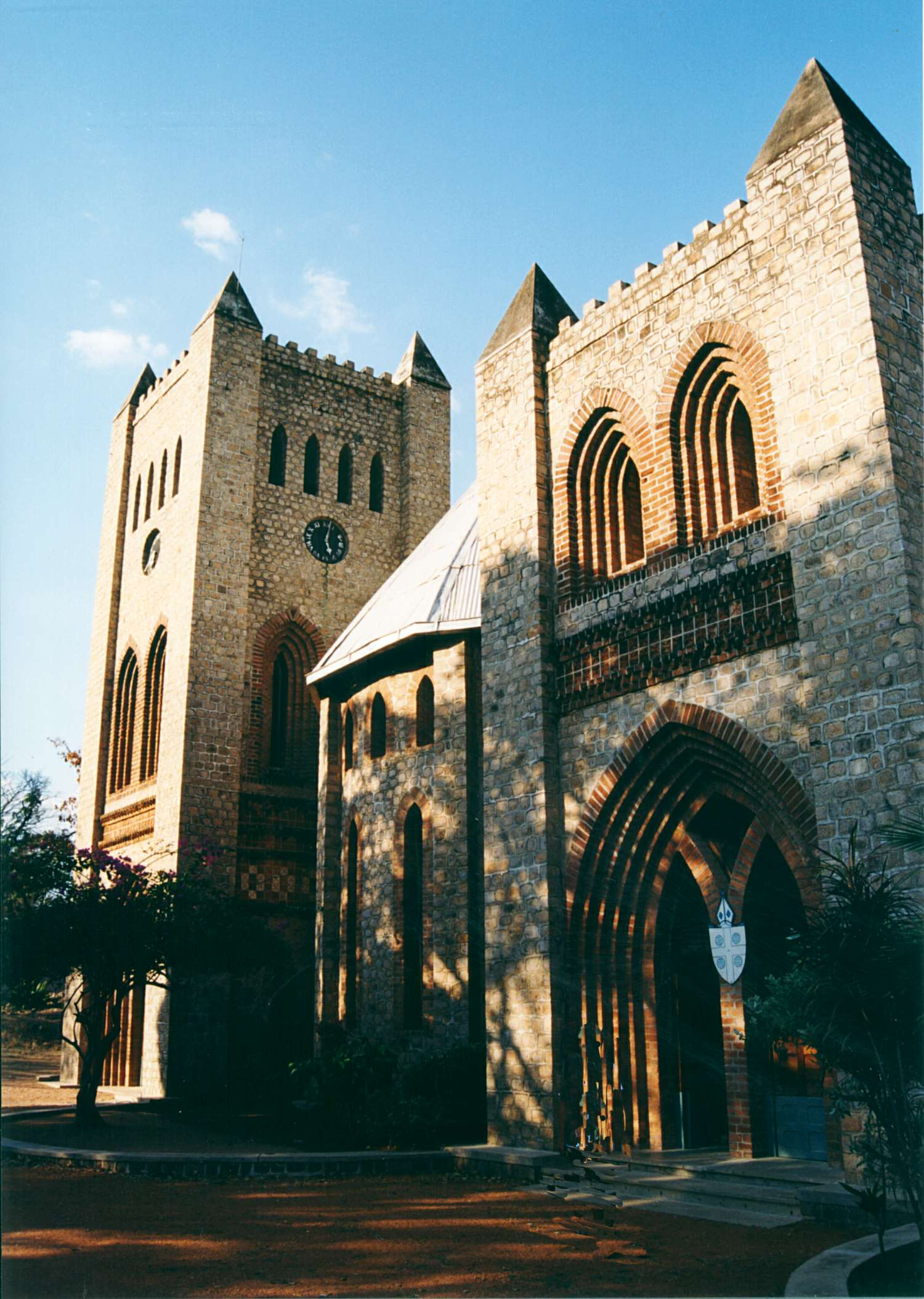
聖ペトロ大聖堂

リコマ島は、東方に見えるモザンビーク領土から18.7キロメートルの場所に位置し、周囲は完全にモザンビークの領海に囲まれていることから、マラウイの飛び領土となっている。これは、イギリスがマラウイを1891年にニヤサランドとして保護領化する際に、モザンビークを植民地化していたポルトガルと所有権をめぐる議論を行った際、マラウイで熱心に布教活動を行っていた聖公会の宣教師がリコマ島に教会を建設していたことがイギリスの実効支配の根拠となり、リコマ島がチズムル島とともにニヤサランドに編入されたことに由来する。
島内の人口は約9,000人であり、経済活動の一環として漁業と多少の農業が行われているが、全体としては食糧のほとんどをマラウイ本土からの輸入に依存している。また、電気が来ているものの、燃料を節約するために大抵の場合22時までしか使用できない。さらに、島内の舗装されていない道路にはわずかな台数の自動車が走ってはいるものの、目的地へは徒歩で向かうのが現実的である。
特筆すべき点としては、かなりの大きさの岩石で造られた大聖堂の存在がある。この建物はリコマ市街地にあり、1903年から建造が始められ、1911年に聖ペトロへ捧げられた、アフリカで最も大きい教会の1つである。
島の大部分が草原であり、多数のバオバブの木が茂っている。また、マンゴーの木も存在する。

## 交通
リコマ島には滑走路があるため、リロングウェから飛行機で行くことが可能である。また、マラウイ本土のカタベイから蒸気船に乗る手段もある。その他には、ダウ船を含む小型の船により、チズムル島およびモザンビークのコブエ間との運行が行われている。
宿泊施設として、島内にはホテルとバックパッカー向けのユースホステルがある。